# 1968 год в телевидении
1968 год в телевидении описывает события в мире телевидения, произошедшие в 1968 году.

## События
- 1 января — впервые вышла в эфир информационная программа «Время»
- 17 апреля — первый эфир телепередачи «В мире животных»[1]

### Без точных дат
- На ЦТ СССР было создано ОТФ ТО «Экран»

## Кино и театр СССР
Состоялись премьерные показы телефильмов:
- 22—26 мая — «Операция Трест»

## Родились
- 28 января — Ольга Кабо, телеведущая (Ключевой момент) и актриса
- 21 марта — Валери Паскаль - французская телеведущая (Ключи от форта Байяр) и актриса
- 5 августа — Юлианна Шахова, телеведущая (Диктор, Времечко, Сегоднячко, Любовные Историй, ТВ Бинго-Шоу, Цена любви, День Веков Хронограф), певица и актриса
- 28 сентября — Роман Трахтенберг — телеведущий (Деньги не пахнут, Следующий), радиоведущий и шоумен